# 川村純義
川村 純義（かわむら すみよし、天保7年旧暦11月11日（1836年12月18日） - 明治37年（1904年）8月12日），日本的武士、薩摩藩士、海軍軍人。海軍大将军衔。荣典为从一位勲一等伯爵。鹿儿岛县出身。通称は与十郎。

## 生平
安政2年（1855年）被薩摩藩選抜进入江戶幕府新設的長崎海軍传习所。妻子是西乡隆盛母亲的从妹，因此被重用。庆应4年（1868年）1月参加戊辰战争，担任薩摩藩4番隊長，在会津战争以奋勇作战著称。
明治維新後，明治政府全力整備海軍，明治7年（1874年），川村純義担任海軍大輔、军衔为海軍中将。
西南战争前期，私学校党的火药庫被襲撃之後，川村純義进入鹿儿島与県令大山綱良会談，努力制止私学校同黨幹部。而后，开展后率海軍与山縣有朋（总司令官）一起，负责海上人员及物资运输，从海上炮击协助陆军。
战後担任参議、海軍卿，继续完善海军。实行内阁制度后离职，担任枢密顧問官。
川村純義深得明治天皇的信任，参与皇孫（后来的昭和天皇）的教育，川村是唯一一个死後晋升海軍大将的人。

## 家族
- 川村鉄太郎（長男）
- 川村純藏（次男・のちの大寺純藏）
- 白洲正子（外孫）
- 西竹一（孙女的丈夫）
- 阪本瑞男（孙女的丈夫、父为阪本釤之助）